# Saint-Jurs
Saint-Jurs – miejscowość i gmina we Francji, w regionie Prowansja-Alpy-Lazurowe Wybrzeże, w departamencie Alpy Górnej Prowansji.

## Demografia
Według danych na rok 1990 gminę zamieszkiwało 121 osób, a gęstość zaludnienia wynosiła 4 osoby/km². W styczniu 2015 r. Saint-Jurs zamieszkiwało 150 osób, przy gęstości zaludnienia wynoszącej 5 osób/km².